# Бад Дибен
Бад Дибен (њем. Bad Düben) град је у њемачкој савезној држави Саксонија. Једно је од 36 општинских средишта округа Сјеверна Саксонија. Према процјени из 2010. у граду је живјело 8.450 становника. Посједује регионалну шифру (AGS) 14730020.

## Географски и демографски подаци
Бад Дибен се налази у савезној држави Саксонија у округу Сјеверна Саксонија. Град се налази на надморској висини од 98 метара. Површина општине износи 45,4 km². У самом граду је, према процјени из 2010. године, живјело 8.450 становника. Просјечна густина становништва износи 186 становника/km².